# Uschi Disl
Uschi Disl (n. 15 noiembrie 1970, Bad Tölz, Bavaria, Germania) este o biatlonistă ce a reprezentat Germania, medaliată olimpică. A participat la 5 ediții ale Jocurilor Olimpice (1992, 1994, 1998, 2002, 2006) în care a câștigat două medalii de aur, 4 medalii de argint și 3 medalii de bronz.